# Santa Iria (stacja kolejowa)
Santa Iria (port: Estação Ferroviária de Santa Iria) – stacja kolejowa w Santa Iria da Azóia, w regionie Lizbona, w Portugalii. Jest obsługiwana wyłącznie przez pociągi podmiejskie CP Urbanos de Lisboa, w tym przez Linha de Sintra i Linha da Azambuja.

## Historia
Odcinek między Lizboną i Carregado została otwarta w dniu 28 października 1856. W tym samym czasie otwarto stację kolejową.

## Linie kolejowe
- Linha do Norte